# Профильное соединение
Профильное соединение — соединение деталей машин по поверхности их взаимного контакта, имеющей плавный некруглый контур (без шпонок, зубьев и т. п.).
В профильных (бесшпоночных) соединениях соединяемые детали скрепляются между собой посредством взаимного контакта по плавной некруглой поверхности.
Образующая поверхность профильного соединения может быть расположена как параллельно осевой линии вала, так и наклонно к ней. В последнем случае соединение наряду с крутящим моментом может передавать также и осевую нагрузку.
Профильные соединения надежны, но не технологичны, поэтому их применение ограничено. Расчет на прочность профильных соединений сводится к проверке на смятие их рабочих поверхностей.